# Ikóniumi Szultánság
Az Ikóniumi vagy görögösen Ikonioni Szultánság, törökösen Rúmi Szultánság vagy Rüm szeldzsuk török állam volt, amely Anatóliát uralta 1077 és 1307 között. Fővárosa a Bizánci Birodalomtól elhódított Ikonion (latinosan Ikónium, ma Konya), majd rövid ideig Nikaia (ma İznik), később újra Konya volt, de mivel a rúmi szultánok sokat mozogtak, időnként más városok is szolgáltak fővárosként, mint Kaiszareia (Kayseri) vagy Szebaszteia (Sivas).
Fénykorában területe a mai Antalya (görögül Attaleia) és Alanya (Kalonorosz) közti földközi-tengeri tengerparttól Közép-Törökországon keresztül a fekete-tengeri Sinop (Szinopé) városáig terjedt. Keleten más török államokat bekebelezve a Van-tóig nyúlt. Nyugaton Denizliig és az égei medence kapujáig terjedt.
A Rúm (vagy törökül Rüm) arab szó, a Római Birodalmat és a magát ugyanígy nevező Bizáncot jelöli. A szeldzsukok azért nevezték a szultánságot rómainak, mert Bizánctól elhódított területen alapították meg az 1070-es években. A mai török történészek inkább az „anatóliai szeldzsuk szultánság” (Anadolu Selçukluları) vagy újabban a „törökországi szeldzsukok” elnevezéseket kedvelik.

## Az Ikóniumi Szultánság története

### Létrejötte

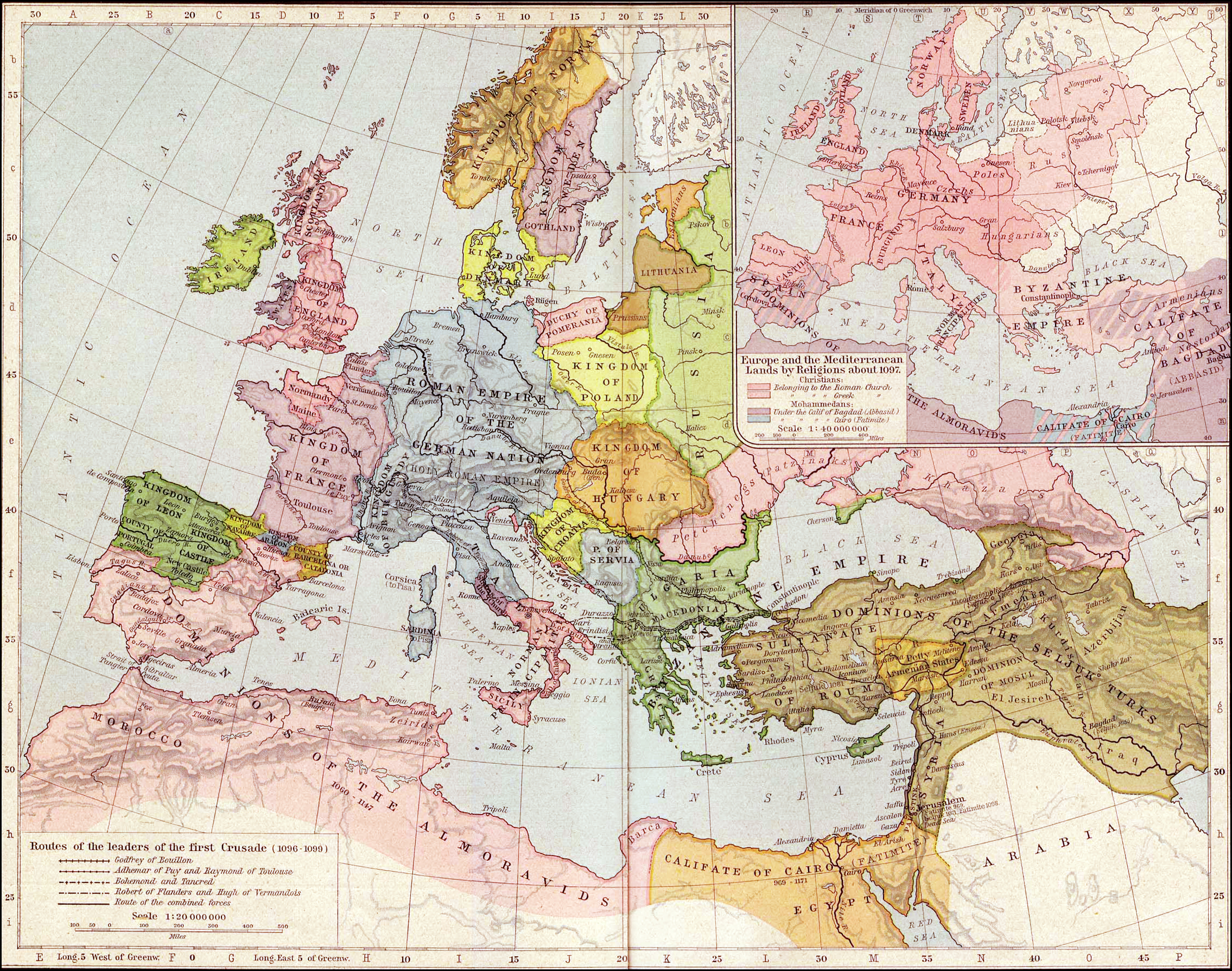
Szeldzsuk területek, 1097

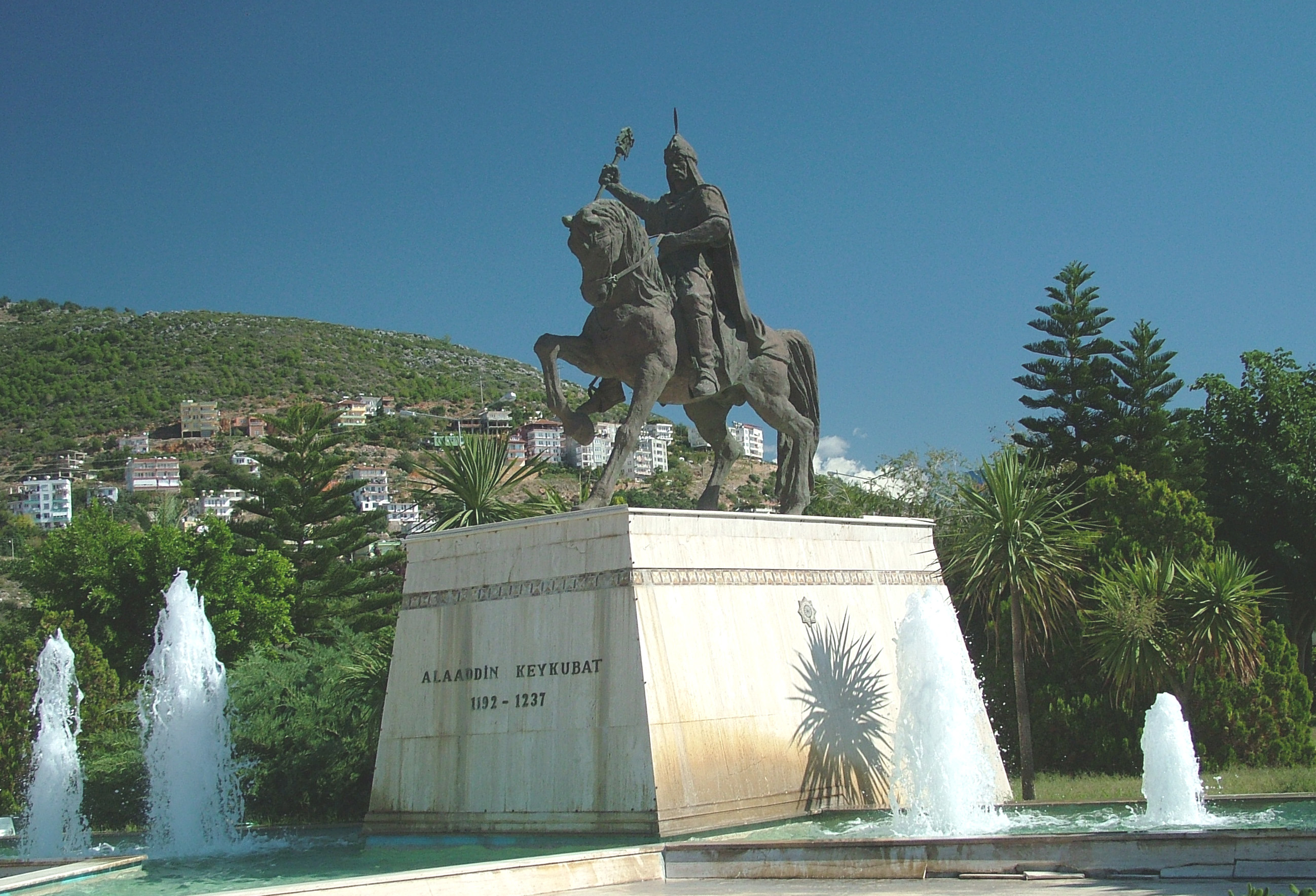
Alanya: Alá ad-Dín Kaj Kubád szobra

Az 1071. augusztus 26-i malazgirti (Manzikert) csata során a bizánci seregek a Szeldzsuk Birodalom szultánja, Alp Arszlán ellen vereséget szenvedtek. Az anatóliai terület Bizánc hátországa, egyúttal éléskamrája volt, és ugyanolyan fontos volt Bizánc számára, mint később a Szeldzsuk Birodalom vezéreinek, akik Alp Arszlán nagyra törő tervei részeként szintén saját hátországukként szerették volna a területet felhasználni. Alp Arszlán ugyanis Egyiptom meghódítására és a síita Fátimidák hatalmának megdöntésére törekedett, és az anatóliai térséget stratégiailag fontos területnek tekintette.
A csata után a különböző eredetű kisebb török törzsek a nagyszeldzsukok elvonulásával Anatólia csaknem egészét szabadon birtokolhatták, Alp Arszlántól kapott "gázi" státusuknak megfelelően, folyamatos betörésekkel fenyegették és fosztogatták a bizánci határvidéket. Alp Arszlán egyik távoli rokona, Szulejmán emír vette át a terület feletti ellenőrzést, aki csapataival egyre nyugatabbra vonult és 1078-ban elfoglalta Nikaiát (Iznik), ahol berendezte fővárosát. Így, bár formálisan Anatólia a Nagyszeldzsuk Birodalom egyik tartománya lett, amelynek központja a türkmenisztáni Mervben volt, közigazgatás szempontjából viszonylagos önállóságot élvezett.
Az 1090-es években azonban már függetlenségi törekvések indultak meg Anatóliában, így a Danismend Emirátus és az Armenia Mikra gyakorlatilag elszakadt Ikóniumtól. E két független állam földrajzi elhelyezkedése azonban megkönnyítette Ikónium végleges elszakadását a kermáni székhelyű nagyszeldzsukoktól, mivel a két terület közé ékelődtek. Miután Bizánc visszafoglalta Komana, Tripolisz és Trapezunt környékén az Észak-anatóliai-hegység vidékét, már egyáltalán nem volt összeköttetés a szeldzsukok két területe között.

### Fénykora
Az anatóliai szeldzsukok kezdeti gyors sikerei után mintegy száz évbe telt helyzetük megszilárdítása a térségben. II. Kilidzs Arszlán (1156-1192) újabb sikeres bizánci hadműveletei (1176 Müriokephalon, Niksahr), majd a Dánismandidák területeinek bekebelezése (1178) megteremtette egy önálló közigazgatás létrehozásának alapjait, annak ellenére, hogy a bizánciak, illetve a keresztesekkel folytatott helyi csatározások folyamatosan napirenden voltak. Eközben a törökök hol az egyik, hol a másik féllel léptek szövetségre. Ebben az időszakban fővárosukat Konyába helyezték, amelynek környékét a harmadik keresztes hadjárat során Barbarossa Frigyes német-római császár foglalta el.

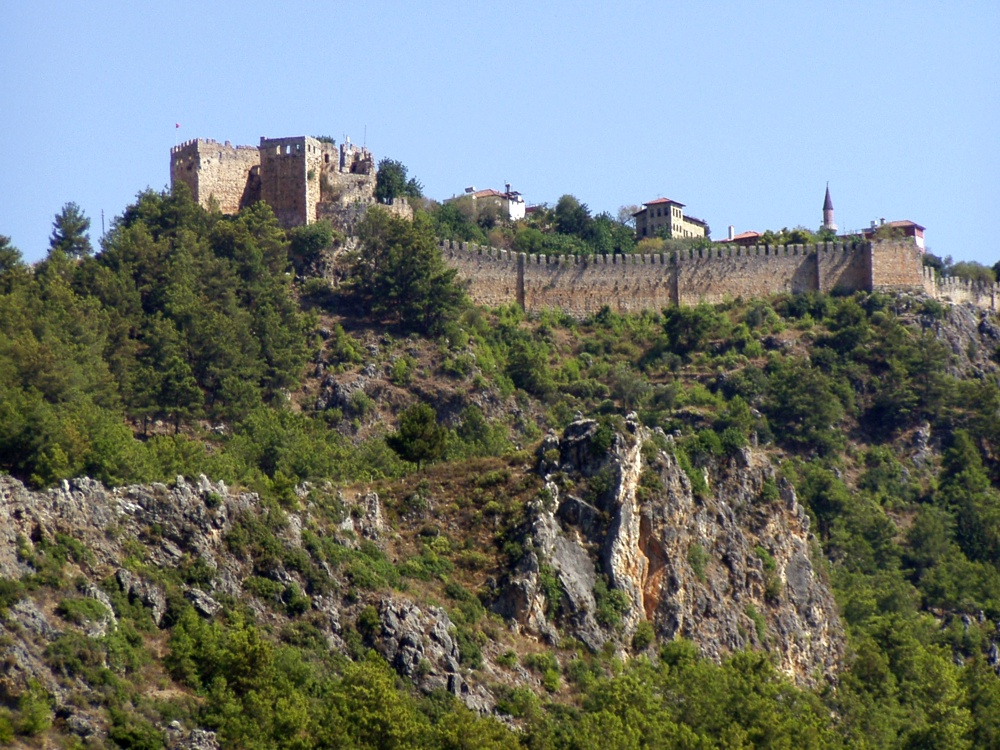
Az eredetileg a hellén korban épült alanyai citadellát I. Alá ad-Dín Kajkubád 1221-ben építtette újjá, 83 toronnyal, 140 bástyával, közel 400 ciszternával. A rúmi szeldzsukok mint második fővárost használták főleg a téli időszakban.

II. Kilidzs Arszlán halála után az anatóliai birodalmat felosztották tizenkét fia között, ez azonban válságot idézett elő a térségben, az egymással is folyamatosan hadakozó utódok miatt. A rendet I. Gijász ad-Dín Kajhuszrau (1204-1211), illetve fia, Izz ad-Dín Kaj Kávusz (1210-1219) szultánok uralkodása teremtette meg. Tevékenységükkel felépítették egy új állam alapjait, amelyen I. Alá ad-Dín Kaj Kubád (1219-1237), az egyik legtehetségesebb szeldzsuk szultán már biztos kézzel uralkodott. Fontos kikötőket foglalt el Bizánctól. Anatóliában az Irán és Közép-Ázsia, illetve a Földközi-tenger közti kereskedelmet segítő karavánszeráj-hálózatot hoztak létre, ezzel elkerülve az arab tengeri kalóztámadásokat. Ebben az időszakban a területnek nyugati irányban főképp Genovával alakultak ki szoros kereskedelmi kapcsolatai. A kereskedelem által is növelt gazdasági erő lehetőséget biztosított a szultánságnak ahhoz, hogy meghódítsa a Kelet-Anatóliában a manzikerti csata (1071) után alakult más török államokat (a Dánismandidák területei, Mengücek, Saltuklu, Artuklu.)
Ebben az időszakban élte az anatóliai szeldzsuk birodalom a fénykorát, bár a társadalmi és kulturális fejlődést beárnyékolta a már ekkor jelentkező mongol fenyegetés.
Az Ikóniumi Szultánság többé-kevésbé sikerrel állta a keresztes hadjáratok rohamait és csak a mongolok támadása törte meg 1243-ban.

### A mongol fenyegetés
1218-ban azzal, hogy a hvárezmi sahok egyike lemészárolt egy mongolokból álló kereskedőkaravánt, a szeldzsukok megtapasztalták a mongol harcosok kegyetlen bosszúhadjáratát, akik először a Hvárezmi Birodalom fővárosát, Kuhna Ürgencset igázták le, majd Perzsiát, Közép-Ázsia hatalmas térségeit, a Közel-Keletet, végül az anatóliai szeldzsukok területeit hajtották uralmuk alá.
Alá ad-Dín Kaj Kubád korán felmérte a mongol veszedelem nagyságát és igyekezett ellenük megerősíteni birodalmát. Falat emeltetett Konya köré, és emírjeitől szigorúan behajtotta a fegyverkezéshez és a védelemhez szükséges adókat. 1237-ben azonban megmérgezték, és művét már nem tudta befejezni. Utóda, II. Gijász ad-Dín Kajhuszrau (1237–1247) pedig nem volt képes az állam, védelem szempontjából is hatékony működtetésére. Bár kezdetben sikerrel felvette a harcot a mongolok ellen, de a belső lázadások (babaí vallási közösség), széthúzások az államot alapjaiban rengették meg, és már képtelen volt ellenállni a hatalmas mongol nyomásnak.
A mongolok 1242-ben elfoglalták Erzurumot, majd az ankarai körzetben 1243-ban Köse Dagnál megsemmisítették a rúmi szeldzsuk seregeket, ezzel megnyílt az út Anatólia belső területei felé. Könnyen elfoglalták Sivast, Kayserit, Erzincant, Tokatot. II. Gijász ad-Dín Kajhuszrau a déli Antalyába húzódott vissza. Amikor 1258-ban Hülegü kán elfoglalta Bagdadot (ekkor szűnt meg a Szeldzsuk Birodalom alatt névlegesen még regnáló bagdadi kalifátus is), ez a hadi cselekmény véglegesen megpecsételte a Nagyszeldzsuk Birodalom sorsát is. Az Egyiptomban kialakuló, mongol előretörést megállító Mamlúk Birodalom legtehetségesebb uralkodója, Bajbarsz szultán 1277-ben Elbisztánnál még győzelmet aratott az Ílhánidák felett, de a területet nem tudta megtartani, és a mongol megtorlástól félve elvonult csapataival.
Az anatóliai szeldzsukok ugyan még névlegesen uralkodtak Hülegü leszármazottai, az Ílhánidák alatt, de érdemben a térséget a mongolok felügyelték a Sivasba áthelyezett fővárosban. Az utolsó szeldzsuk szultán, II. Manszúd (1281–1297 és 1302–1308) 1308-ban halt meg, halála után Öldzsejtü kán (1304–1316) az összes szeldzsuk területre kiterjesztette hatalmát, így ezzel Anatólia az Ilhánida Birodalom egyik tartománya lett, az északnyugat-perzsiai Szoltánije székhellyel.

### Az Oszmán Birodalom alapjai
Utolsó évtizedeiben területén több hercegség vagy „bégség” jött létre. Ezek közül a Bizánci Birodalom határán letelepedett Osmanoğlu szerzett domináns szerepet azzal, hogy a kóborló türk szabadcsapatokat maga köré gyűjtve erős hatalmi bázist épített ki Eszkisehir és Bursza körzetekben. A szeldzsukokkal szövetkezve az utolsó szeldzsuk szultántól a „bej” címet kapta, és kihasználva a Bizánci Birodalom hanyatlását, sűrűn betört annak területeire.
Sikereinek hírére a gázi harcosok („a hit harcosai”) tömegesen csatlakoztak hozzá, így haderejükkel nagyobb városok ellen is fordulhattak. Oszmán halála után fia, Orhán vezetésével elfoglalták Burszát, és a görög közigazgatásra és adóbevételeikre támaszkodva már reguláris hadsereg felállítását is tervezhették. Lassan formálódott egy új, erős központi hatalom, amely az egyik legnagyobb, de mindenképpen a legtovább fennálló iszlám birodalommá fejlődött, és amely a legnagyobb hatású volt az európai politika történetére: az Oszmán Birodalom
1307-ben az ikóniumi székhelyű Karaman mellett még kilenc szeldzsuk emirátus létezett: Karasi, Saruhan, Germijan, Ajdin, Mentesze, Hamíd, Tekke, Dzsandar-Ogullari és Eretna. 1350-re Dzsandar-Ogullari és Eretna területén Kastamonu, Dzsanik, Sivas és Zulkadar jött létre. Az 1402-es ankarai csata után önállóvá vált még Dzsánik, Pervang, Szünik és Iszfendar-Ogullari is.

## Az Ikóniumi Szultánság kulturális emlékei

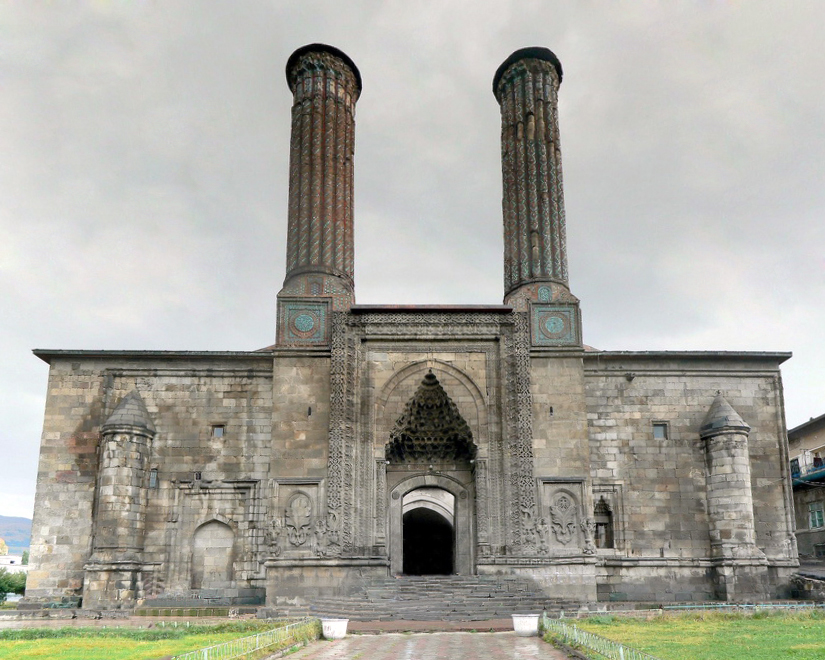
A Çifte Minare-medresze Erzurumban

A rúmi szeldzsukok az iszlám kulturális értékeit sikeresen ötvözték az elfoglalt területek bizánci hagyományaival, illetve a Közép-Ázsiából magukkal hozott török örökséggel. A korból megmaradt műemlékek nem a méretükkel tűnnek ki, hanem egyedi gazdag díszítésükkel. A szeldzsukok által épített konyai városfalat antik és bizánci szobrokkal díszítették. Kedvelt motívum volt az oroszlánok ábrázolása reliefeken, festményeken, amely az uralkodó nevében is visszatér (Kilidzs Arszlán= „Kardos oroszlán”). Általában is elmondható, hogy az iszlám előírásoknak megfelelő képábrázolási tilalmat nem tartották be szigorúan, ezt a kerámiatárgyak díszítései is alátámasztják.
Szeldzsuk eredetűek a legrégebbi fennmaradt iszlám jellegű szőnyegek, amelyek motívumai közép- és kelet-ázsiai forrásról tanúskodnak. A szeldzsuk fafaragások és csempedíszítések a korabeli iszlám világban is igen keresettek voltak.
Az anatóliai szeldzsukok építészete kezdetben Közép-Ázsia, Mezopotámia, Perzsia, Szíria, illetve az anatóliai térség különböző építészeti megoldásainak ötvözete, amelyből lassan egyéni stílus, a török-iszlám kultúra új szintézise fejlődött ki. Nem tekinthető tehát a Nagyszeldzsuk építészet oldalhajtásának.
A régészeti kutatásokat megkönnyíti, hogy Anatóliában, ellentétben az iráni, közép-ázsiai építményekkel nem égetett téglából, hanem többnyire gondosan megmunkált kövekből építkeztek.
Az iszlám jellegzetes épületei, mint a mecsetek, medreszék, karavánszerájok (hánok), mauzóleumok (türbék, kümbetek) mellett paloták (szerájok, vagy köskök) rendházak (hánaka, tekke) kórházak (sifáháne) fürdők (hamam) hidak (köprü) is fennmaradtak. Már ebben az időben megjelentek a későbbi oszmán-kori építészetre jellemző különböző funkciókat ellátó épületegyüttesek, a küllijék (Kayseriben ilyen egy medreszét, türbét és hamamot magában foglaló komplexum, a Hvand Hátun).
- Mecsetek: Eltérően a kelet-anatóliai építményektől, amelyek inkább az arab nyitott mecsetekkel mutatnak rokonságot, Anatólia központjában különböző alaprajzú mecsetek épültek, jellemző stílusjegyek nélkül. A Nagyszeldzsukok négyejvános mecsetelrendezése nem vert gyökeret ezen a területen. Meglepő módon elterjedtek azonban a faoszlopos épületek, amelyek építése XIII. századtól vált általánossá. Ennek a típusnak legjellemzőbb épülete az 1232-ben épült sivrihisari Ulu-dzsámi. A faoszlopokat márvány oszlopfők díszítik, de például az afyoni Ulu-dzsámiban ezeket festett mukarnaszoszlopfők helyettesítik. Az ezekhez az épületekhez tartozó minaretek kisebbek, zömökebbek később épült oszmán rokonaiknál, nem ritkán a müezzin erkélyéig (serefe) felfutó lilás csempedíszítéses toronnyal.
- Medreszék: Anatólia területén a medreszék két típusa alakult ki: A fedett udvarú medresze, amelyeknél a tanulók lakócellái az udvari, illetve a bal oldali épületszárnyban helyezkedtek el, a jobb oldalon a nagyobb helyiségek kaptak helyet, a központi területet egy ejván foglalta el. Később a 13. századtól terjedtek el a az egyejvános medreszék, amelyek esetében már az ejván a hátsó falon helyezkedett el, és a tanulócellák az udvart két oldalán sorakoztak. Ennek az elrendezésnek szép példája a konyai Karatay-medresze, melynek belső terét kifinomult csempedíszítések, és szíriai hagyományokat idéző márványberakások borítják. A nyitott udvaros medreszék kettő, vagy négy ejvánnal rendelkeztek, ezek egymással szemben helyezkedtek el, (Ilyen a kb 1250 körül épült Erzurumi Çifte Minare-medresze, az antalyai Karatay-medresze, és a Hunat Hatun-medresze Kayseriben).
- Türbék: Az anatóliai sírboltok különlegessége a kétszintes felépítés, ahol az alsó szinten helyezték el a bebalzsamozott holttestet, míg a felső szinten üres díszszarkofágot (kenotáfion) állítottak fel. A türbék gyakran kórházakkal, imahelyekkel voltak kapcsolatban, nem volt jellemző az önálló sírboltállítás. A díszítőelemek nem téglából, hanem faragott kőből készültek, és az épület külső részét borították párkányzatos, vakárkádos elemekkel, (kayseri Döner Kümbet), de előfordul figuratív ábrázolás is, például madarak, szirének, kétfejű sasok (niğdei Huávent Hátun-türbe). A leghíresebb szúfi költő, Dzsalál ad-Dín Rúmí sírboltja Konyában a mevlevi derviskolostor közepén épült, türkizszínű csempeborításával az egyik legszebb anatóliai szeldzsuk építmény.
- Hánok (karavánszerájok). Az anatóliai szeldzsukok leglátványosabb építészeti megoldásai a nagyjából harminc kilométeres távolságokban épült hánok hálózata, amely három napig ingyenes szállást biztosított a kereskedelmi utak mentén. Ezek segítségével is sikerült feltérképezni az Ikóniumi Szultánság kiterjedését és gazdasági, kulturális kapcsolatait. Az elsősorban 1200-1280 között épült hánok szerkezetüket tekintve hasonlóak: Az udvar egyik felén állt a nagy kiterjedésű fedett csarnok, amely magában foglalta a raktárakat, istállókat, és a szálláshelyeket, két oldalt magánszerájok és galériák nyíltak, létezett itt fürdő és imacsarnok, és az udvar közepén sokszor magányos építményt (kioszk) is emeltek. A Kayseri közelében található Szultán-hán alapterülete eléri a 4500 m²-t, belső csarnoka 1430 m²-es. Különösen az uralkodók által építtetett hánok tűnnek ki gazdag ornamentikus díszítésekkel (Karatay-hán, Szultán-hán).

## Külső hivatkozások
- Katharine Branning: Turkish Hans: Examples of caravanserais built by the Anatolian Seljuk Sultanate